# Fakaofo
Cet article concerne l'atoll. Pour la localité, voir Fakaofo (village).

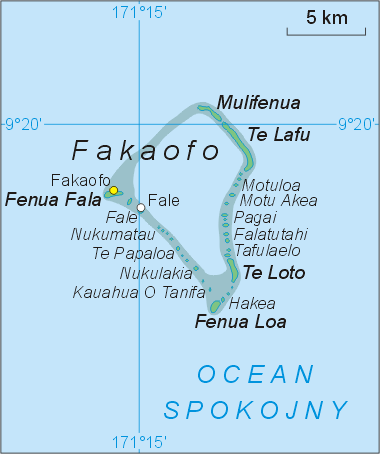
Carte de Fakaofo.

Fakaofo est un ensemble d'îlots de corail aux Tokelau, en Nouvelle-Zélande. Sa surface totale est de 3 km². Il a la forme d'un atoll, et comprend en son centre un lagon, lequel recouvre environ 45 km². 
L'atoll de Fakaofo comprend plusieurs îlots, dont Fakaofo même, Teafua, Nukumatau, Nukulakia, Fenua Loa, Saumatafanga, Motu Akea, Matangi, Lalo, et Mulifenua.

## Population
Au moment du recensement de 2013, Fakaofo avait une population de 515 personnes (ce qui fait de lui l'atoll le plus peuplé des Tokelau). L'intégralité de la population de Fakaofo vit dans le village homonyme situé au Nord-Ouest de l'atoll. Les habitants sont à 70 % congrégationaliste et à 22 % catholique. Les Tokelauans sont un peuple polynésien.

## Histoire
Découvert en 1835 par le baleinier américain Smith, Fakaofo dominait autrefois les deux autres atolls des Tokelau, Nukunonu et Atafu, mais ceux-ci avaient retrouvé leur indépendance au moment de la visite des premiers Européens au dix-neuvième siècle.

## Politique
Le dirigeant de l'atoll est élu par la population, et porte le titre de faipule. Il sert de représentant de Fakaofo au niveau national. Son mandat est de trois ans, dont deux ans à la tête de Fakaofo seul et un an à la tête de l'ensemble du pays.
L'atoll est également doté d'un Conseil des Anciens, qui rassemble tous les habitants âgés de plus de 60 ans.

## Images

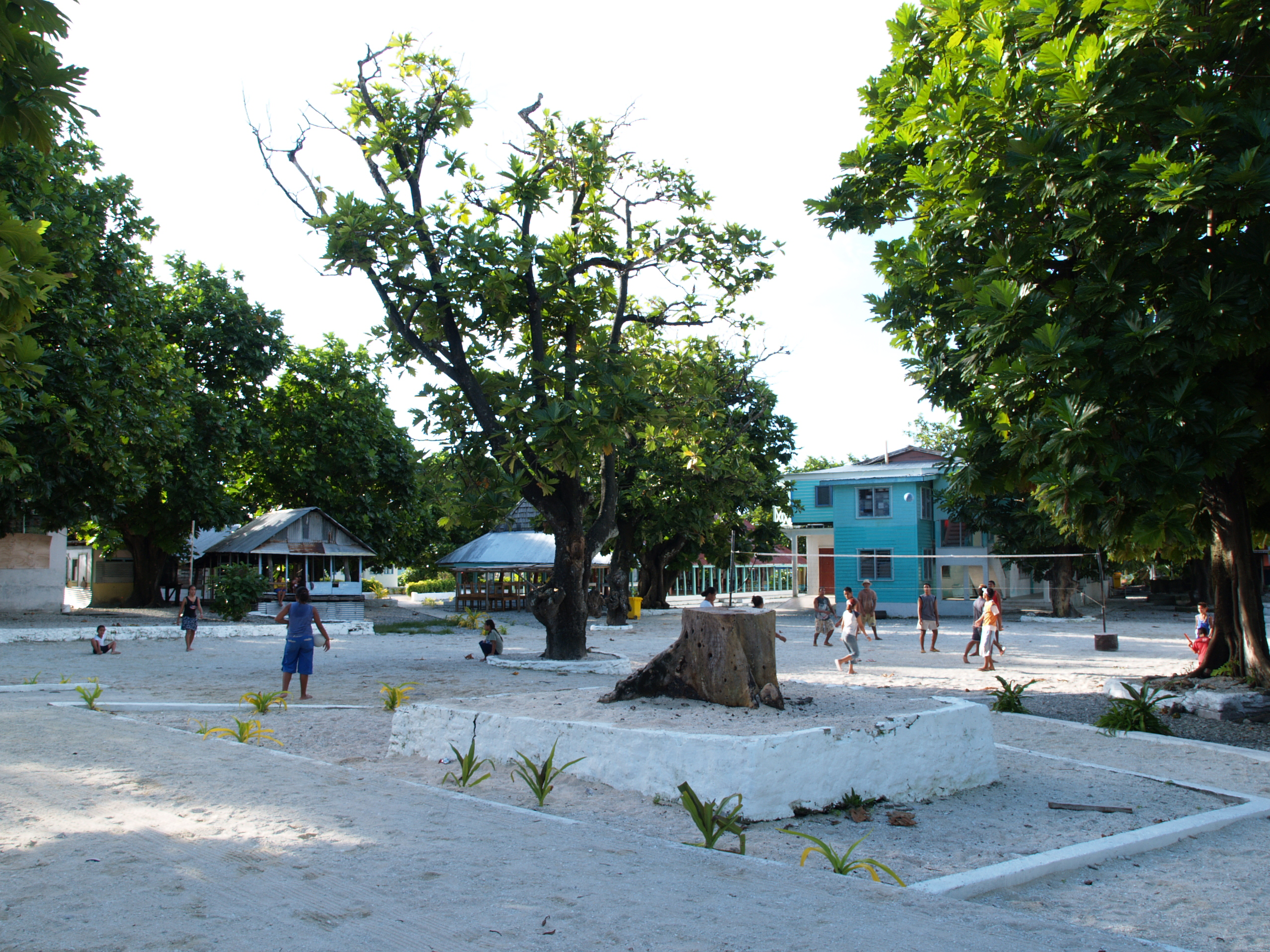
Le centre de l'unique village.
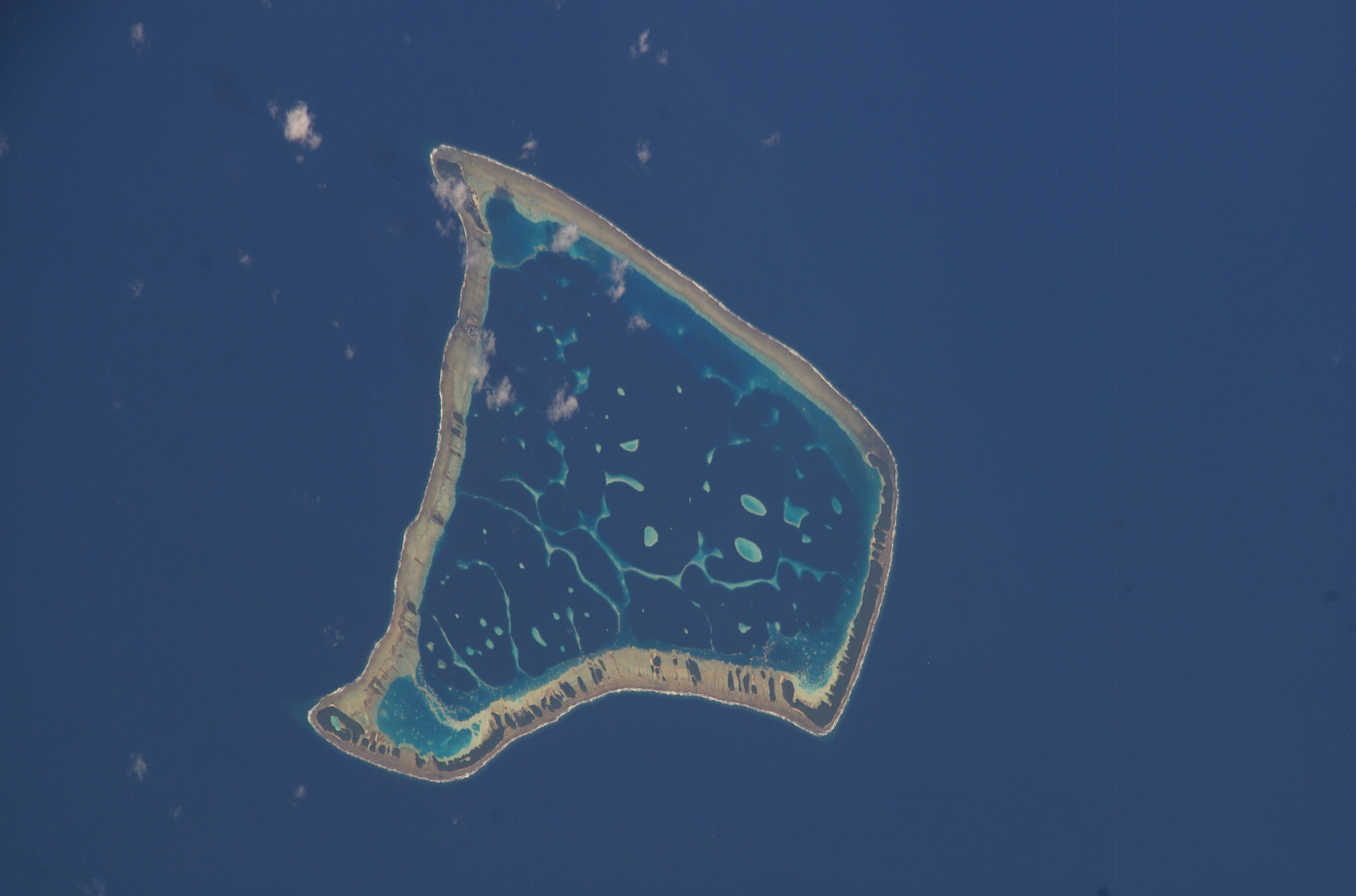
Image satellite de l'atoll.